# Serrat Ample (Artesa de Segre)
El Serrat Ample és una serra situada entre els municipis d'Artesa de Segre a la comarca de la Noguera i el d'Isona i Conca Dellà (antic terme de Benavent de Tremp, a l'enclavament de Montadó), a la comarca del Pallars Jussà, amb una elevació màxima de 949,4 metres. Encara, l'extrem meridional de la serra entra en el terme de Vilanova de Meià, també de la Noguera.
De fet, la carena del serrat és íntegrament dins del terme d'Artesa de Segre; el termenal amb l'enclavament de Montadó discorre pel coster de ponent del serrat.